# Jan Baptist de Smet
Jan Baptist de Smet (Lokeren, 1 februari 1674 – Gent, 27 september 1741) was een Zuid-Nederlands bisschop. Hij was de 18de bisschop van Ieper (1718-1732) en de 14de bisschop van Gent (1732-1741).

## Levensloop
Jan Baptist de Smet was de zoon van Gilles de Smet (griffier van het leenhof van het  Land van Waes) en van Anna Vermeiren. Zijn jongere broer Ambrosius Carolus de Smedt, stierf in Mechelen. Hij was daar kanunnik en lid van de Grote Raad.
Na zijn humaniora bij de augustijnen te Gent ging Jan Baptist de Smet naar de Universiteit van Leuven, waar hij eerst artes liberales studeerde en in 1703 licentiaat in de theologie werd.
In 1700 werd hij tot priester gewijd. In 1703 werd hij plebaan van het Sint-Goedelekapittel te Brussel en op 29 april 1705 werd hij door de aartsbisschop van Mechelen Thomas d'Hénin-Liétard d'Alsace tot seculiere kanunnik van het Sint-Romboutskapittel te Mechelen benoemd en begin mei 1705 ook voorzitter van het Mechels seminarie.

## Bisschop van Ieper
Karel VI van Oostenrijk benoemde hem tot bisschop van Ieper in 1718 maar pas op 3 februari 1721 werd zijn benoeming door paus Clemens XI bevestigd. Hij was 47 jaar.
Hij vond er een bisdom waar sinds 1713 geen door de paus erkende bisschop aan de macht was geweest ten gevolge van geschillen tussen Frankrijk, Spanje en paus Clemens XI.

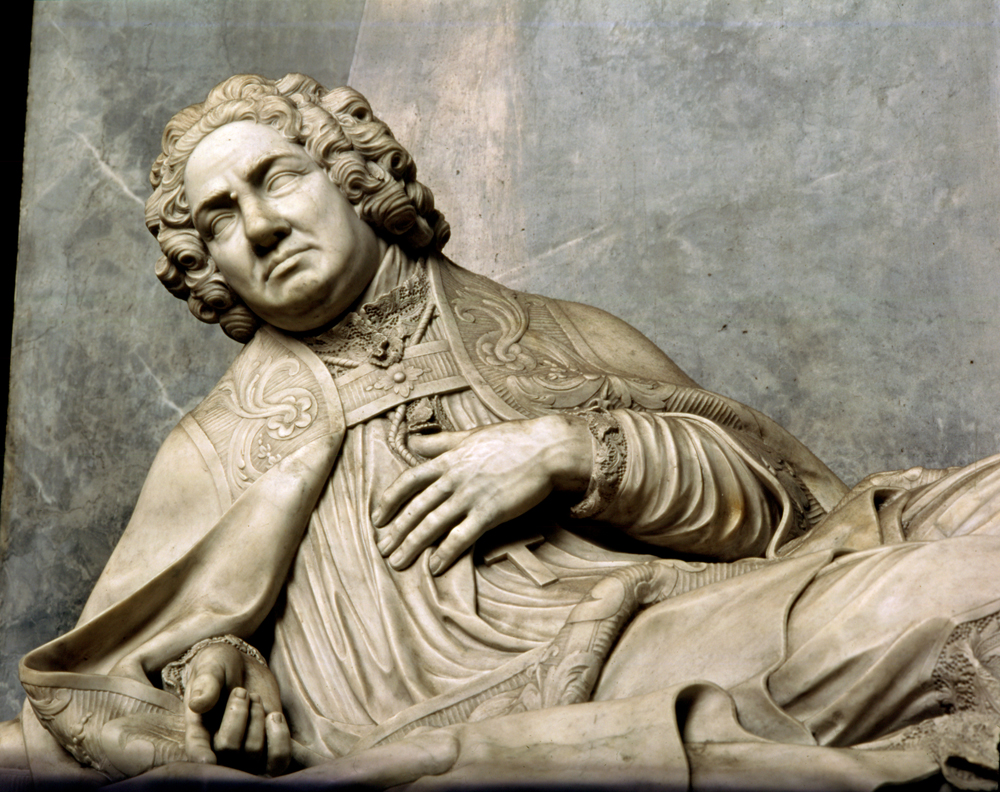
Praalgraf van Jan Baptist de Smet (1745) door Jacques Bergé
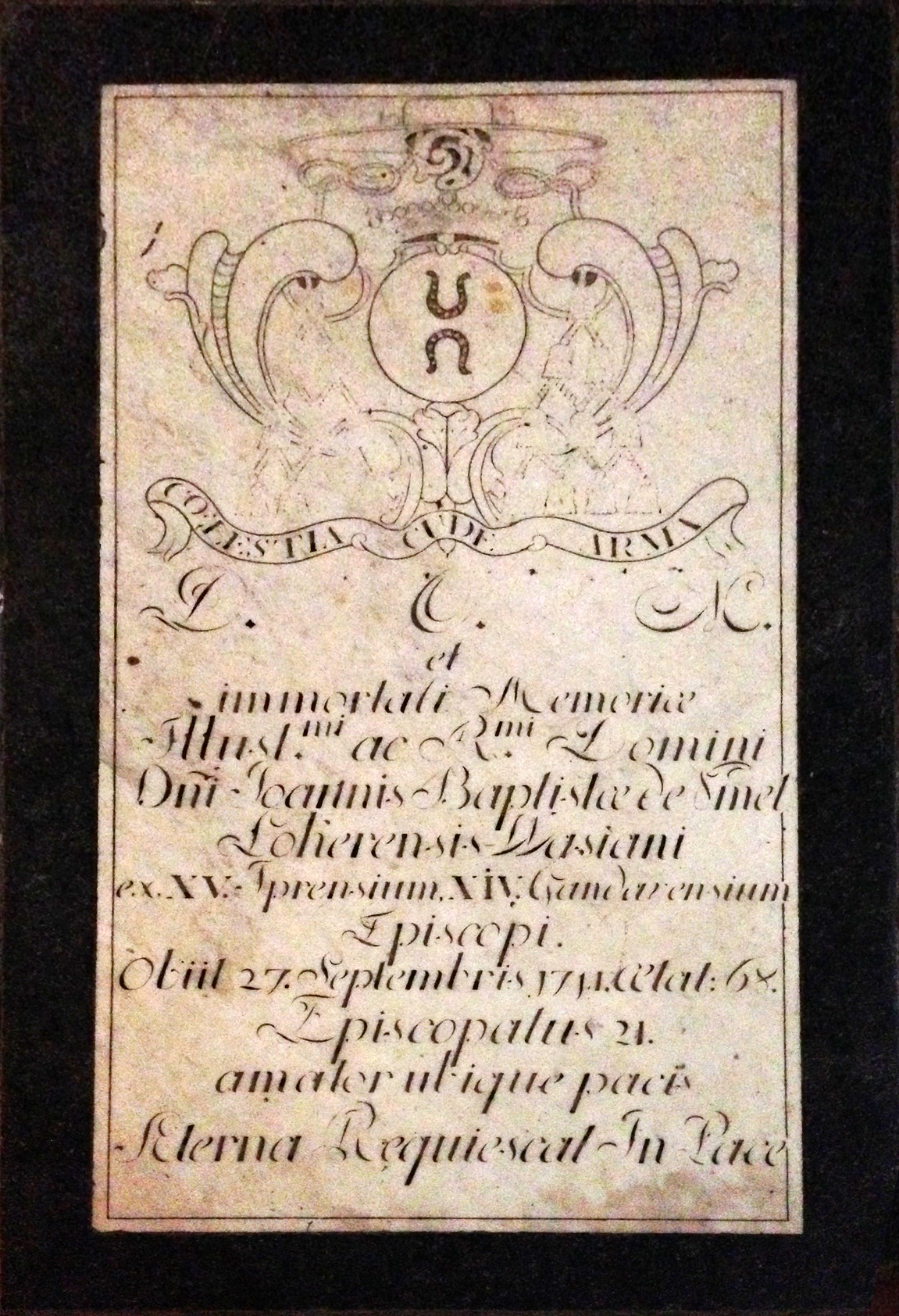
Grafplaat van bisschop Jan Baptist de Smet

## Bisschop van Gent
Op 1 maart 1730 benoemde landvoogdes Maria Elisabeth van Oostenrijk hem tot bisschop van Gent. Op 6 augustus 1731 werd zijn benoeming door de paus (Clemens XII) bevestigd en op 2 maart 1732 werd hij geïnstalleerd. Die zelfde dag werd hij ingeschreven in het kruisboogschuttersgilde (voetboogschutters) van Sint-Joris van Gent.
Zijn wapenspreuk was Caelestia cude arma: "Smeed hemelse wapens", een verwijzing naar het wapenschild van de familie: twee hoefijzers op een grond van goud, hetgeen verwijst naar de familienaam "De Smet". Zijn wijding werd op grote vreugde onthaald in het Waasland: zijn intrede gaf aanleiding tot het componeren van chronomgrammen, waaronder:
- Lokeren, Wort aLsnU VerheUgt In hUnnen bIssChop De sMet,
- WIens CoMste, VIert heeL het LanDt Van Waes![2]

Op 27 september 1741 - hij was 67 jaar - overleed hij en werd bijgezet in de crypte van de Sint-Baafskathedraal.
Zijn praalgraf (gebeeldhouwd door Jacques Bergé) bevindt zich tegen de koorafsluiting in de zuidelijke kooromgang van de Sint-Baafskathedraal, tegenover de Sint-Gilliskapel.

## Voetnoten
1. ↑  Graf- en gedenkschriften der provincie Oost-Vlaenderen, Gent St-Michiels pag. 310
2. ↑  stadsverslag Lokeren: dienstjaar 1906-1907.